# 플로르드망
플로르드망(FLOR de MAN)은 코스모코스가 보유한 대한민국의 화장품 브랜드이다. 1997년 설립된 '남성 컬러로션'으로 유명한 브랜드로 전신 소망화장품의 '꽃을든남자'의 새로운 제품라인이다.

## 브랜드 개요
'꽃을든남자'는 1997년 7월 뷰티 메이트로써 건강한 아름다움을 제안하는 뷰티 케어 콘셉트로 출발했으며, 첫 출시 제품인 '스킨샤워', 남성비비크림의 원조인 '컬러로션', 초 간단 염색약인 '에코 버블 폼 헤어칼라' 등의 제품을 히트시키며 소비자들이 믿고 사용할 수 있는 브랜드로 많은 사랑을 받아왔다. 플로르드망은 스페인어인 'Flor de man'(플로르드망)으로 교체해 Flor '꽃', de '~의', man '사람'이라는 뜻으로, 즉 '사람이 꽃이다'라는 꽃을든남자의 브랜드명이 가지는 의미를 가지고 있으며, 아날로그적 따듯한 감성으로 자연을 재해석하고 건강한 아름다움과 즐거운 일상을 아우르는 로맨틱 자연주의를 모토로 하고 있다.
2017년 5월, 국내 화장품 브랜드 최초로 영국 프리미어리그 토트넘 홋스퍼 FC와 콜라보레이션 정식 라이선스를 체결했다. 토트넘 홋스퍼 맨즈밤 스페셜 에디션과 기획세트를 한정 출시했다.

## 역대 모델
- 김승우 (1997년)
- 명세빈 (1997년 ~ 1998년)
- 안정환 (1999년 ~ 2006년)
- 김혜수 (1999년 ~ 2006년)
- 김재원 (2002년 ~ 2003년)
- 한가인 (2003년)
- 현빈 (2005년 ~ 2007년)
- 구혜선 (2007년 ~ 2012년)
- 정일우 (2008년)
- 싸이 (2012년 ~ 2013년)[4]
- 진세연 (2013년 ~ 2015년)
- 이다희 (2016년 ~ 2017년)
- 임수향 (2018년 ~ 현재)